# Hermann Clausen
Hermann Asmuss Clausen (født 24. juli 1885 i Eggebæk, død 12. april 1962 i Slesvig) var sydslesvigsk politiker for SPD og SSW.
Efter at være gået ud af folkeskolen arbejdede Clausen som administrativ medarbejder ved de tyske jernbaner. I hans hjemby Slesvig er Hermann-Clausen-Straße opkaldt efter ham.
I perioden 1920–1929 var Hermann Clausen socialdemokratisk byrådsmedlem i Slesvig og indtil 1933 borgerrepræsentant og medlem af magistraten.
Fra 1945 sad Clausen i amtsrådet for SPD i det daværende Slesvig amt, og i 1948 genindtrådte han i Slesvig byråd. På grund af den tysknationale antidanske kurs i det tyske socialdemokrati under Kurt Schumachers formandskab valgte Clausen at udtræde af partiet i juli 1946. Han forsøgte at grundlægge et sydslesvigsk socialdemokrati (som udvidelse af Flensborgs danske socialdemokrater), men da det ikke lykkedes, blev han medlem af Sydslesvigsk Vælgerforening (SSW), hvis formand han var 1950–1955.
I perioden 1946–1950 var Clausen medlem af den slesvig-holstenske landdag som repræsentant for SSW.
I perioden 1949–1953 var Clausen medlem af den tyske forbundsdag, valgt på den slesvig-holstenske landsliste, og som den eneste repræsentant for SSW stod han uden for gruppesamarbejde, indtil han den 23. januar 1952 tilsluttede sig fraktionen Föderalistische Union.
I 1945 blev Hermann Clausen udnævnt til borgmester i Slesvig, i 1946 valgt til borgmester, og han sad indtil 1948.